# Фторид кремния(II)
Фторид кремния(II) — бинарное неорганическое соединение кремния и фтора c формулой SiF2, устойчивое при низких температурах, при нагревании выше −80 °С полимеризуется до (SiF2)n — бесцветное вещество, самовоспламеняется на воздухе.

## Получение
- Пропускание тетрафторида кремния через раскалённый кремний с последующим быстрым охлаждением до −196°С (жидкий азот):

{\displaystyle {\mathsf {SiF_{4}+Si\ {\xrightarrow {1150-1200^{o}C}}\ 2SiF_{2}}}}
- Реакция дифторид-дибромида кремния и магния:

{\displaystyle {\mathsf {SiBr_{2}F_{2}+Mg\ {\xrightarrow {}}\ SiF_{2}+MgBr_{2}}}}
- Пиролиз гексафторида дикремния в вакууме:

{\displaystyle {\mathsf {Si_{2}F_{6}\ {\xrightarrow {700^{o}C}}\ SiF_{2}+SiF_{4}}}}

## Физические свойства
Фторид кремния(II) при низкой температуре образует жёлто-красное вещество, которое при температуре выше −80 °С полимеризуется до (SiF2)n — бесцветное смолоподобное вещество. Полимер плавится при 200—300 °С в вакууме с разложением.
Самовоспламеняется на воздухе, гидролизуется в воде.